# Evacanthus nigrifasciatus
Evacanthus nigrifasciatus är en insektsart som beskrevs av Kuoh 1987. Evacanthus nigrifasciatus ingår i släktet Evacanthus och familjen dvärgstritar. Inga underarter finns listade i Catalogue of Life.